# Chromalizus basalis
Chromalizus basalis es una especie de escarabajo longicornio del género Chromalizus, tribu Callichromatini, subfamilia Cerambycinae. Fue descrita científicamente por White en 1853.

## Descripción
Mide 15-22,5 milímetros de longitud.

## Distribución
Se distribuye por Benín, Camerún, Costa de Marfil, Gabón, Ghana, Guinea, Guinea Ecuatorial, Liberia, República Democrática del Congo, República del Congo, Sierra Leona y Togo.